# Mantokoane Pitso
Mantokoane Angelina Pitso Sephooa (* 25. Mai 1975; † 22. Januar 2006) war eine lesothische Leichtathletin.

## Karriere
Pitso trat bei den Olympischen Sommerspielen 1992 im 800-Meter-Lauf und im 1500-Meter-Lauf an. Hierbei erreichte sie den achten Platz im Vorlauf der 800-Meter-Läufe und den 14. Platz im Vorlauf für die 1500-Meter-Läufe. Sie zog in beiden Disziplinen nicht ins Finale ein.
Sie war außerdem die erste Frau, die für Lesotho an Olympischen Spielen teilnahm.